# Juan Nuño
Juan Antonio Nuño Montes (Madrid, España, 27 de marzo de 1927-Caracas, Venezuela, 5 de mayo de 1995) fue un filósofo y ensayista español.

## Biografía
Tras la guerra civil española, y habiendo sido rechazado para ingresar en la universidad española por no querer acreditar afección al régimen fascista, en 1947 se autoexiló a Francia para eludir el servicio militar y se trasladó a Venezuela, donde en 1951 se graduó en filosofía por la Universidad Central de Venezuela en la Escuela de Filosofía que había fundado el emigrado republicano Juan David García Bacca en 1946 y donde enseñaba además un divulgador de Dilthey, Eugenio Imaz. En la Universidad Central de Venezuela investigó la filosofía antigua, la lógica y la filosofía de la ciencia. En 1951 marchó a estudiar en Cambridge, donde conoció en primera línea el Positivismo lógico anglosajón, y, luego, en la Sorbona donde asimiló el Existencialismo de manos de Merleau-Ponty. Entre 1953 y 1955 es profesor asistente de la Universidad Central de Venezuela; cerrada la universidad por el general Marcos Pérez Jiménez, tuvo que subsistir trabajando en una empresa inglesa; derrocado el general en 1958, volvió a enseñar en la UCV. En 1962 se doctora con una tesis sobre Platón dirigida por Juan David García Bacca. Amplió estudios de lógica en Suiza, cerca de Bochenski. Dirigió el Instituto de Filosofía de la UCV desde 1975 hasta su jubilación en 1979. Estableció los estudios sistemáticos de postgrado en filosofía en Venezuela con un marcado énfasis en lógica y filosofía de la ciencia. Desde 1976 fue miembro del Instituto Internacional de Filosofía, de la Unesco (París). Fue profesor invitado de las Universidades de Barcelona y Madrid (España), Río Piedras (Puerto Rico), San Marcos de Lima (Perú), y la Universidad Autónoma de México, donde fue fundador de la revista Crítica del Instituto de investigaciones Filosóficas de esa Universidad. 
También le interesaron las cuestiones de la actualidad social y política escribiendo artículos sobre estos temas y crítica cinematográfica, en El Nacional y Economía hoy, ambos de Caracas, pero también para el diario El Mundo de Madrid y las revistas Vuelta de México y Claves de razón práctica de Madrid. Entre sus obras más conocidas destacan La filosofía en Borges (México: FCE, 1986); El pensamiento de Platón (México, FCE) y Los mitos filosóficos (México: Fondo de Cultura Económica, 1985), donde revisa la historia de la filosofía en cuanto a cinco mitos: de salvación y narcisismo, de revelación y clarividencia, de totalidad y de destino, de frontera e infierno y de servidumbre y confirmación. Otras obras suyas son Sartre, Elementos de Lógica Formal, La revisión heideggeriana de la historia de la Filosofía... En su juventud se entregó al marxismo, de lo cual surgió en 1964 el libro El sentido de la Filosofía contemporánea, libro del que pronto llegaría a renegar. Sus obras más recientes son La veneración de las astucias: ensayos polémicos (Caracas: Monte Ávila, 1989); La escuela de la sospecha: Nuevos ensayos polémicos (Caracas: Monte Ávila, 1990); Fin de siglo (México: Fondo de Cultura Económica, 1991); Ética y cibernética: ensayos filosóficos (Caracas: Monte Ávila Latinoamericana, 1994), Dialéctica platónica, La superación de la filosofía...
Quién fuera uno de lo más agudos escritores que tuvo la prensa venezolana, abandonó España en 1947, para estudiar en la Universidad Central de Venezuela (UCV), donde se graduó en una de las Primeras Promociones de la Escuela de Filosofía fundada por Juan David García Bacca.  Allí se desempeñó como Director del Instituto de Filosofía, desde 1975 hasta 1979.  A partir de los años 60, señala Jesús Sanoja Hernández, «Nuño intentó bajar poco a poco desde las alturas de la filosofía y lo especulativo a las tierras llanas de las polémicas».  Así, en sus textos reveló un pensamiento que no por escéptico , dejó de ser también certero y demoledor.  En los últimos 15 años de su vida llegó a escribir casi mil ensayos, muchos de ellos recopilados en obras como: «200 horas en la Oscuridad: Crónicas de Cine (1986); La Escuela de la Sospecha (1990) y la Veneración de las Astucias (1990).